# مارك الكسندر
مارك الكسندر (5 أبريل 1962 في المملكة المتحدة - )  (بالإنجليزية: Mark Alexander)‏ هو لاعب كريكت بريطاني. لعب مع Kent Cricket Board ‏.